# Lady Byng Memorial Trophy

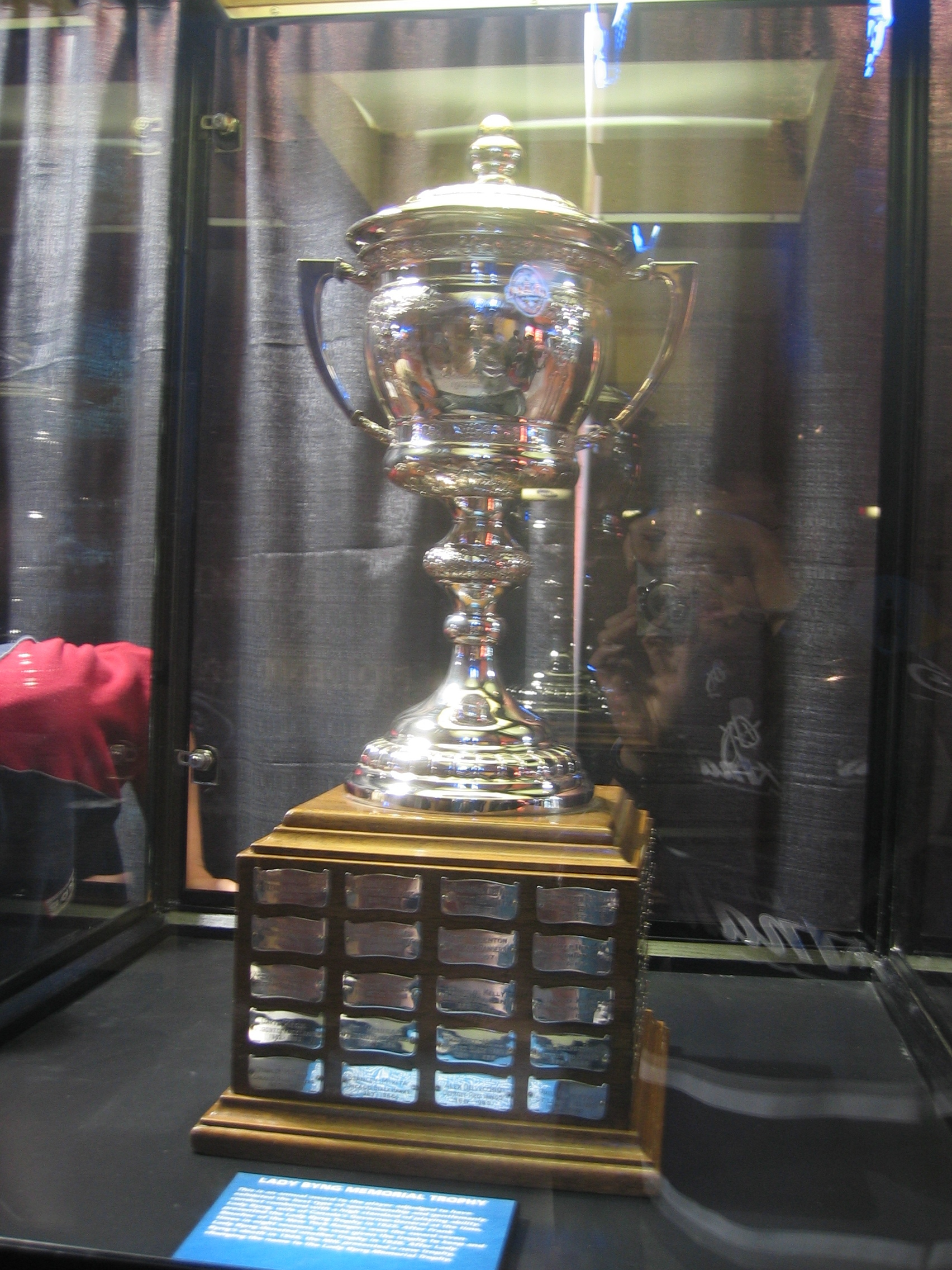
Lady Byng Memorial Trophy

Trofej pro nejslušnějšího hráče ligy, Lady Byng Memorial Trophy, byla druhou individuální trofejí historie NHL. Soutěži ji v roce 1924 věnovala manželka tehdejšího guvernéra Kanady paní Byngová, která také v roce 1935 věnovala svou trofej natrvalo sedminásobnému vítězi - Franku Boucherovi.
Po smrti paní Byngové v roce 1949 byla trofej uložena v Síni slávy kanadského hokeje a NHL věnovala soutěži trofej novou, která od té doby nese přízvisko Memorial - vzpomínková. O vítězi trofeje rozhodují sportovní reportéři, kteří však při svém hodnocení nepřihlížejí jen k nejmenšímu počtu trestných minut, ale trofej udělují tomu, jehož čistá hra se snoubí s vysokým herním standardem.

## Vítězové
| Lady Byng Memorial Trophy - (nejslušnější hráč) |                      |                      |
| Sezóna                                          | Hráč                 | Tým                  |
| 1924–1925                                       | Frank Nighbor        | Ottawa Senators      |
| 1925–1926                                       | Frank Nighbor        | Ottawa Senators      |
| 1926–1927                                       | Billy Burch          | New York Americans   |
| 1927–1928                                       | Frank Boucher        | New York Rangers     |
| 1928–1929                                       | Frank Boucher        | Detroit Red Wings    |
| 1929–1930                                       | Frank Boucher        | New York Rangers     |
| 1930–1931                                       | Frank Boucher        | New York Rangers     |
| 1931–1932                                       | Joe Primeau          | Toronto Maple Leafs  |
| 1932–1933                                       | Frank Boucher        | New York Rangers     |
| 1933–1934                                       | Frank Boucher        | New York Rangers     |
| 1934–1935                                       | Frank Boucher        | New York Rangers     |
| 1935–1936                                       | Doc Romnes           | Chicago Blackhawks   |
| 1936–1937                                       | Marty Barry          | Detroit Red Wings    |
| 1937–1938                                       | Gordie Drillon       | Toronto Maple Leafs  |
| 1938–1939                                       | Clint Smith          | New York Rangers     |
| 1939–1940                                       | Bobby Bauer          | Boston Bruins        |
| 1940–1941                                       | Bobby Bauer          | Boston Bruins        |
| 1941–1942                                       | Syl Apps             | Toronto Maple Leafs  |
| 1942–1943                                       | Max Bentley          | Chicago Blackhawks   |
| 1943–1944                                       | Clint Smith          | Chicago Blackhawks   |
| 1944–1945                                       | Bill Mosienko        | Chicago Blackhawks   |
| 1945–1946                                       | Toe Blake            | Montreal Canadiens   |
| 1946–1947                                       | Bobby Bauer          | Boston Bruins        |
| 1947–1948                                       | Buddy O'Connor       | New York Rangers     |
| 1948–1949                                       | Bill Quackenbush     | Detroit Red Wings    |
| 1949–1950                                       | Edgar Laprade        | Detroit Red Wings    |
| 1950–1951                                       | Red Kelly            | Detroit Red Wings    |
| 1951–1952                                       | Sid Smith            | Toronto Maple Leafs  |
| 1952–1953                                       | Red Kelly            | Detroit Red Wings    |
| 1953–1954                                       | Red Kelly            | Detroit Red Wings    |
| 1954–1955                                       | Sid Smith            | Toronto Maple Leafs  |
| 1955–1956                                       | Earl Reibel          | Detroit Red Wings    |
| 1956–1957                                       | Andy Hebenton        | New York Rangers     |
| 1957–1958                                       | Camille Henry        | New York Rangers     |
| 1958–1959                                       | Alex Delvecchio      | Detroit Red Wings    |
| 1959–1960                                       | Don McKenney         | Boston Bruins        |
| 1960–1961                                       | Red Kelly            | Toronto Maple Leafs  |
| 1961–1962                                       | Dave Keon            | Toronto Maple Leafs  |
| 1962–1963                                       | Dave Keon            | Toronto Maple Leafs  |
| 1963–1964                                       | Ken Wharram          | Chicago Blackhawks   |
| 1964–1965                                       | Bobby Hull           | Chicago Blackhawks   |
| 1965–1966                                       | Alex Delvecchio      | Detroit Red Wings    |
| 1966–1967                                       | Stan Mikita          | Chicago Blackhawks   |
| 1967–1968                                       | Stan Mikita          | Chicago Blackhawks   |
| 1968–1969                                       | Alex Delvecchio      | Detroit Red Wings    |
| 1969–1970                                       | Phil Goyette         | St. Louis Blues      |
| 1970–1971                                       | John Bucyk           | Boston Bruins        |
| 1971–1972                                       | Jean Ratelle         | New York Rangers     |
| 1972–1973                                       | Gilbert Perreault    | Buffalo Sabres       |
| 1973–1974                                       | John Bucyk           | Boston Bruins        |
| 1974–1975                                       | Marcel Dionne        | Detroit Red Wings    |
| 1975–1976                                       | Jean Ratelle         | Boston Bruins        |
| 1976–1977                                       | Marcel Dionne        | Los Angeles Kings    |
| 1977–1978                                       | Butch Goring         | Los Angeles Kings    |
| 1978–1979                                       | Bob MacMillan        | Atlanta Flames       |
| 1979–1980                                       | Wayne Gretzky        | Edmonton Oilers      |
| 1980–1981                                       | Rick Kehoe           | Pittsburgh Penguins  |
| 1981–1982                                       | Rick Middleton       | Boston Bruins        |
| 1982–1983                                       | Mike Bossy           | New York Islanders   |
| 1983–1984                                       | Mike Bossy           | New York Islanders   |
| 1984–1985                                       | Jari Kurri           | Edmonton Oilers      |
| 1985–1986                                       | Mike Bossy           | New York Islanders   |
| 1986–1987                                       | Joe Mullen           | Calgary Flames       |
| 1987–1988                                       | Mats Näslund         | Montreal Canadiens   |
| 1988–1989                                       | Joe Mullen           | Calgary Flames       |
| 1989–1990                                       | Brett Hull           | St. Louis Blues      |
| 1990–1991                                       | Wayne Gretzky        | Los Angeles Kings    |
| 1991–1992                                       | Wayne Gretzky        | Los Angeles Kings    |
| 1992–1993                                       | Pierre Turgeon       | New York Islanders   |
| 1993–1994                                       | Wayne Gretzky        | Los Angeles Kings    |
| 1994–1995                                       | Ron Francis          | Pittsburgh Penguins  |
| 1995–1996                                       | Paul Kariya          | Anaheim Mighty Ducks |
| 1996–1997                                       | Paul Kariya          | Anaheim Mighty Ducks |
| 1997–1998                                       | Ron Francis          | Pittsburgh Penguins  |
| 1998–1999                                       | Wayne Gretzky        | New York Rangers     |
| 1999–2000                                       | Pavol Demitra        | St. Louis Blues      |
| 2000–2001                                       | Joe Sakic            | Colorado Avalanche   |
| 2001–2002                                       | Ron Francis          | Carolina Hurricanes  |
| 2002–2003                                       | Alexandr Mogilnyj    | Toronto Maple Leafs  |
| 2003–2004                                       | Brad Richards        | Tampa Bay Lightning  |
| 2004–2005                                       | Neudělena pro stávku |                      |
| 2005–2006                                       | Pavel Dacjuk         | Detroit Red Wings    |
| 2006–2007                                       | Pavel Dacjuk         | Detroit Red Wings    |
| 2007–2008                                       | Pavel Dacjuk         | Detroit Red Wings    |
| 2008–2009                                       | Pavel Dacjuk         | Detroit Red Wings    |
| 2009–2010                                       | Martin St. Louis     | Tampa Bay Lightning  |
| 2010–2011                                       | Martin St. Louis     | Tampa Bay Lightning  |
| 2011–2012                                       | Brian Campbell       | Florida Panthers     |
| 2012–2013                                       | Martin St. Louis     | Tampa Bay Lightning  |
| 2013–2014                                       | Ryan O'Reilly        | Colorado Avalanche   |
| 2014–2015                                       | Jiří Hudler          | Calgary Flames       |
| 2015–2016                                       | Anže Kopitar         | Los Angeles Kings    |
| 2016–2017                                       | Johnny Gaudreau      | Calgary Flames       |
| 2017–2018                                       | William Karlsson     | Vegas Golden Knights |
| 2018–2019                                       | Aleksander Barkov    | Florida Panthers     |
| 2019–2020                                       | Nathan MacKinnon     | Colorado Avalanche   |
| 2020–2021                                       | Jaccob Slavin        | Carolina Hurricanes  |
| 2021–2022                                       | Kyle Connor          | Winnipeg Jets        |
| 2022–2023                                       | Anže Kopitar         | Los Angeles Kings    |
| 2023–2024                                       | Jaccob Slavin        | Carolina Hurricanes  |
| 2024–2025                                       | Anže Kopitar         | Los Angeles Kings    |
| Zdroj na eliteprospects.com                     |                      |                      |